# Liste der Orte im Rhein-Lahn-Kreis

Wappen des Rhein-Lahn-Kreises

Die Liste der Orte im Rhein-Lahn-Kreis enthält die Städte, Verbandsgemeinden, Ortsgemeinden und Gemeindeteile im Rhein-Lahn-Kreis in Rheinland-Pfalz.
Es handelt sich dabei um das amtliche Verzeichnis der Gemeinden und Gemeindeteile und setzt sich zusammen aus dem vom Statistischen Landesamt Rheinland-Pfalz geführten amtlichen Namensverzeichnis der Gemeinden und dem vom Landesamt für Vermessung und Geobasisinformation Rheinland-Pfalz geführten amtlichen Verzeichnis der Gemeindeteile.

## Verbandsfreie Stadt Lahnstein
Gemeindeteile in der Großen kreisangehörigen Stadt Lahnstein:
- Niederlahnstein
- Allerheiligenberg
- Auf Ahl
- Hohenrhein
- Im Lag
- Lahnbergerhof
- Oberlahnstein
- Altes Forsthaus
- Aspich
- Biebricherhof
- Buchenberg
- Buchholz
- Burg Lahneck
- Deutschherrnhütte
- Forsthaus Oberlahnstein-Wolfsbusch
- Forstmühle
- Friedland
- Friedrichssegen
- Grenzloch
- Haus Jungfried
- Heinrichshof
- Hof Kirchheimersborn
- Hof Neuborn
- Koppelstein
- Lahnstein auf der Höhe
- St. Martin
- Süßgrund
- Viktoriabrunnen
- Wintersberg, Hof
- Ziegelfeld
- Weißensteinermühle

## Verbandsgemeinde Diez
Gemeinden und Gemeindeteile in der Verbandsgemeinde Diez:
- Altendiez
  - Altendiezer Forsthaus
  - Haus unter dem Steinkopf
  - Hof Nassau
- Aull
- Birlenbach
  - Fachingen
- Charlottenberg
- Cramberg
- Diez, Stadt
  - Diez
  - Oranienstein
  - Freiendiez
  - Diersteiner Hof
  - Hof am Hain
  - Papiermühle
- Dörnberg
  - Bergerhof
  - Birkenhof
  - Hütte
  - Kalkofen
  - Schleuse
  - Zechenhof
  - Jagdhaus
  - Hof in der Witz
- Eppenrod
  - Hof Billenstein
- Geilnau
- Gückingen
  - Hof am Kirchmorgen 1
  - Buchenhof
- Hambach
  - Rother Hof
- Heistenbach
  - Hof Schönblick
  - Hof Waldeck
  - Lahn, Häusergruppe
- Hirschberg
- Holzappel
  - Brandenburger Hof
  - Bruchhäusermühle
  - Herthasee
  - Hütte
  - Main-Kraftwerk
- Holzheim
  - Ardecker Mühle
  - Bahnwärterhaus
  - Burghof
- Horhausen
- Isselbach
  - Giershausen
  - Isselbach
  - Ruppenrod
  - Berghof
- Langenscheid
  - Daubachtal
  - Lahntal
  - Seelshof
  - Daubacherhof
  - Waldhof
- Laurenburg
- Scheidt
  - Lahnhöhenhof
  - Schleuse
- Steinsberg
  - Heckelmann-Mühle
  - Robertshof
  - Rupbach
  - Schmidt-Mühle
- Wasenbach
  - Habenscheid
  - Waldhof
- Balduinstein
  - Balduinstein
  - Am Stollen
  - Hausen
  - Schaumburg
  - Talhof
  - Waldecker Hof

## Verbandsgemeinde Nastätten
Gemeinden und Gemeindeteile in der Verbandsgemeinde Nastätten:
- Berg
  - Rauschenmühle
  - Steegsmühle
- Bettendorf
  - Aspenhof
  - Sonnenhof
- Bogel
  - Birkenhof
  - Tannenhof
  - Waldeck
- Buch
  - Buchermühle
  - Haus am Wald
  - Hof-Karwinkel
  - Hof-Pfarrhofen
- Ehr
  - Ehrer Bachmühle
- Endlichhofen
  - Siedlung Endlichhofer Höhe
- Eschbach
- Gemmerich
- Himmighofen
- Holzhausen an der Haide
  - An der Bäderstraße
- Hunzel
  - Lindenhof
- Kasdorf
- Kehlbach
  - Tannenhof
- Lautert
  - Siedlung Beichert
- Lipporn
  - Esrod, Hof
  - Hof Waldeck
- Marienfels
  - Fasanenhof
  - Haus im Seien
  - Käsmühle
  - Kaltenbornermühle
- Miehlen
  - Gärtnerei
  - Hahnenhof
  - Hof Aftholderbach
  - Heydthof
  - Hof Talblick
  - Knabsmühle
  - Köhlersmühle
  - Ludwigsmühle
  - Nabenmühle
  - Rosenhof
  - Schildsmühle
  - Schneidmühle
  - Sonnenhof
  - Taunussteinwerk
  - Waldhof
- Nastätten, Stadt
  - Funkenmühle
  - Haus Pollmerstall
  - Heidehof
  - Heubachmühle
  - Hof Schwall
  - Hof Heubachtal
  - Sonnenhügel
  - Tannenhof
  - Thurnsmühle
- Niederbachheim
  - Gemmersmühle
  - Pliesen-Mühle
- Niederwallmenach
  - Altkautenmühle
  - Neukautenmühle
- Oberbachheim
- Obertiefenbach
  - Plätzer-Mühle
  - Spriestersbach
  - Wolfshof
- Oberwallmenach
  - Haus Soherr
  - Hof Sauerbornsweg
- Oelsberg
- Hainau
  - Junkernhof
- Rettershain
  - Birkenhof
  - Fichtenhof
  - Forsthof
  - Hof Heidert
- Ruppertshofen
- Strüth
- Weidenbach
  - Waldfrieden
- Welterod
  - Hof Angschied
  - Ullmark
- Winterwerb
- Diethardt
  - Diethardt
  - Münchenroth

## Verbandsgemeinde Loreley
Gemeinden und Gemeindeteile in der Verbandsgemeinde Loreley:
- Auel
  - Rödelbach
  - Schönebeck
  - Theismühle
- Bornich
  - Gemeindemühle
  - Göttertsmühle
  - Loreley
  - Rothe-Mühle
  - Schlager Mühle
  - Siedlung Leiselfeld
  - Siedlung Sehnental
  - Spießer Mühle
  - Am Spieß
- Dachsenhausen
  - Falkenbornerhof
  - Königsborn
  - Taunusblick
  - Waldquelle
  - Rhein-Taunus-Krematorium
- Dahlheim
- Dörscheid
  - Grube Kreuzberg
  - Urbachsmühle
  - Weingut Sonnenhang
- Filsen
- Kamp-Bornhofen
  - Am Stierkopf
  - Burg Liebenstein
  - Burg Sterrenberg
  - Domäne Marienberg
  - Jagdhaus in der Grube
- Kaub, Stadt
  - Auf dem Hainbusch
  - Burg Gutenfels
  - Ernestineschacht im Volkenbachtal
  - Kauber Platte
  - Niedertal
  - Rennseiterstollen
  - Viktoriastollen
  - Wasserhaus
- Kestert
  - Haus Rheinschiffahrt
  - Oberkestert
  - Pulsbach
  - Weimersberg
- Lierschied
  - Haus am Berg
  - Haus Luther
  - Zimmermann-Mühle
  - Hof Schönhorst
- Lykershausen
- Nochern
  - Auf der Brunke
  - Gute-Mühle
  - Haus Feuerbach
  - Molsberg
  - Saueressigs-Mühle
  - Ströbels-Mühle
  - Friederikenhof
- Osterspai
  - Büchelborn
  - Dachsborn
  - Dinkholder
  - Erlenborn
  - Grendling
  - Haus Bergfried
  - Mehlpuddel
  - Neuborn
  - Schloß Liebeneck
  - Jagdhaus Neuborn
- Patersberg
  - Forstbachtal
  - Hasenbachtal
- Prath
- Reichenberg
  - Bornsmühle
  - Immenhof
  - Napsmühle
  - Offenthaler Hof
  - Siedlung Borns Höh
  - Siedlung Landgraben
- Reitzenhain
  - Bogeler Mühle
  - Heppenhofmühle
- Sankt Goarshausen, Loreleystadt
  - St. Goarshausen
  - Block Loreley
  - Burg Katz
  - Burgmühle
  - Hasenberg, Walddistrikt
  - Heide
  - Rheinblick
  - Wellmich
  - Burg Maus
  - Ehrenthal
  - Heumarkspforter-Mühle
  - Nesselrother-Mühle
  - Nonnenwerther-Mühle
  - Scharfecker-Mühle
- Sauerthal
  - Grube Nordstern
  - Hof Oders
  - Hof Sauerberg
  - Sauerburg
- Weisel
  - Brühlhof
  - Grube Glückauf
  - Harbacher-Mühle
  - Jagdhaus
  - Magdalenenhof
  - Viktoriastollen
  - Hof Buchenau
  - Kreuzhöherhof
- Weyer
- Braubach, Stadt
  - Braubach
  - Dinkholder
  - Hof Bissingen
  - Im Mühltal
  - Marksburg
  - Hof Molkenborn
  - Hof Königstiel
  - Rhein-Taunus-Krematorium
  - Hinterwald (Ortsbezirk)
  - Zippenhainermühle

## Verbandsgemeinde Bad Ems-Nassau
Gemeinden und Gemeindeteile in der Verbandsgemeinde Bad Ems-Nassau:
- Attenhausen
  - Mittelmühle
  - Bilohof
  - Siedlung Fernblick
  - Untermühle
  - Obermühle
- Bad Ems, Stadt
  - Am Klauspfad
  - Auf'm Klopp
  - Austerstücke
  - Bernsbach
  - Concordiaturm
  - Forstarbeitersiedlung
  - Gräveheid
  - Grisselberg
  - Haus Eichwald
  - Haus Mohrendell
  - Höhenhaus
  - Kellersweiden
  - Mergelkaut
  - Obere Malbergstation
  - Rullsbach
  - Schöne Aussicht
  - Seiterich
  - Trümmerborn
  - Wiesbach
  - Wintersberg
  - Tannenhof
- Becheln
  - Neumühle
- Dausenau
  - Concordiaturm
  - Dausenau-Breitwasen
  - Haus Hollerborn
  - Höhenhaus
  - Hof Lahnau
  - Mauch
  - Schleuse Dausenau
  - Sonnenhalde
- Dessighofen
- Dienethal
  - Herbelsmühle
  - Pfaffen-Mühle
- Dornholzhausen
- Fachbach
  - Haus Kutting
  - Oberes Weinberghaus
  - Schleusenhaus
  - Unteres Weinberghaus
  - Insel Oberau
  - Fachbacher Stollen
- Frücht
  - Waldfrieden-Schweizertal
- Geisig
  - Dickmühle
  - Habbesmühle
  - Weidenmühle
- Hömberg
- Kemmenau
- Lollschied
  - Stemmelmühle
  - Waldschmidtmühle
- Miellen
  - Am weißen Berg
  - Auf dem Grün
- Misselberg
- Nassau, Stadt
  - Bergnassau
  - Burg Nassau
  - Koppelheck
  - Langau
  - Nassau
  - Elisenhütte
  - Obergutenau
  - Untergutenau
  - Scheuern
- Nievern
  - Bad Ems, Klärwerk
  - Elektrizitätswerk
  - Haus Lindenbach
  - Hohen-Malberg
  - Hühnerberg
  - Neu-Hühnerberg
  - Rottmannshöhe
  - Schleuse Ems
- Obernhof
  - Hütte
  - Langenau
  - Miedziankit
- Oberwies
  - Dörstheck
  - Gieshübel
- Pohl
  - Uhusmühle
  - Unter den Eichen
- Schweighausen
  - Schweighäuser Mühle
- Seelbach
  - Arnstein, Kloster
  - Eschenhof
  - Hollerich
  - Kalkofen
  - Klostermühle
  - Salscheid
  - Antoniushof
  - Bärenhof
- Singhofen
  - Augustinermühle
  - Birkenhof
  - Hof Bubenborn
  - Tennermühle
  - Lindenhof
  - Neubäckersmühle
  - Neumühle
  - Schulmühle
- Sulzbach
- Weinähr
  - Eschenau
  - Hütte
- Winden
- Zimmerschied
- Arzbach
  - Bierhaus

## Verbandsgemeinde Aar-Einrich
Gemeinden und Gemeindeteile in der Verbandsgemeinde Aar-Einrich:
- Allendorf
- Berghausen
  - Hof am Buchenbusch
  - Taunus-Sprudel
- Berndroth
  - Ackerbach
  - Forsthaus Rettert
  - Hof Hasenberg
  - Rotherhof
  - Waldeslust
- Biebrich
- Bremberg
  - Gasteyers-Mühle
  - Häuserhof
  - Neidhof
  - Rupbach
  - Steckenbergermühle
- Burgschwalbach
  - Oberhäuserhof
  - Vorort
  - Zollhaus
- Dörsdorf
  - Weidgesmühle
- Ebertshausen
- Eisighofen
- Ergeshausen
  - Brückenmühle
  - Kesselmühle
  - Lindenmühle
- Flacht
  - Birkenhof
  - Hof Waldeck
- Gutenacker
  - Bahnhaus 1 u. 2
  - Häuserhof
  - Justus-Mühle
  - Laurenburg, Bahnhof
  - Lindenhof
  - Rupbach
- Hahnstätten
  - Wirtsmühle
  - Zollhaus
  - Silberfeldhof
- Herold
  - Dillenbergermühle
  - Haarmühle
- Kaltenholzhausen
  - Mecklenburger Hof
- Katzenelnbogen, Stadt
  - Gut Margaretenhof
  - Hibernia, Gewerkschaft
  - Höfe am Michert
  - Itzhäusermühle
  - Moorenmühle
  - Talhof
- Klingelbach
- Kördorf
  - Birkenhof
  - Forsthof
  - Köbelerhof
  - Lindenhof
  - Neuwagenmühle
  - Reifenmühle
- Lohrheim
  - Kaolinwerk
- Mittelfischbach
- Mudershausen
  - Bonscheuer
  - Hohlenfels
  - Ziegelhütte
  - Zollhaus
- Netzbach
  - Karlshof
  - Talblick
- Niederneisen
  - Hohenfeld
- Niedertiefenbach
  - Hof Bleidenbach
  - Ölmühle
- Oberfischbach
- Oberneisen
  - Herbachmühle
  - Hof Seiters
  - Kalkwerk
  - Wirthmühle
- Reckenroth
  - Sandersmühle
- Rettert
  - Hollermühle
  - Tannenhof
- Roth
  - Hasenmühle
  - Mohrenhof
  - Neumühle
- Schiesheim
  - Zollhaus
- Schönborn
  - Apfelhof Bärbach
  - Bärbach
  - Schauferts-Hof
  - Schönborner-Mühle
  - Soderhof